# Marie-Thérèse Le Chêne
Pour les articles homonymes, voir Le Chêne.
Marie-Thérèse Le Chêne, née Marie Thérese Lechêne (20 avril 1890 à Sedan - ?), est une espionne française du Special Operations Executive (SOE) pendant la Seconde Guerre mondiale.

## Identités
- État civil : Marie Thérese Lechêne[1], épouse Le Chêne
- Comme agent du SOE, section F :
  - Nom de guerre : « Adèle »
  - Identité de couverture : Marie-Thérèse Ragot (Ragot est le patronyme de sa belle-mère[2])

## Biographie

### Famille
Aînée de trois enfants[réf. nécessaire], Marie Thérèse Lechêne naît en 1890 à Sedan, fille de Pierre Marie Auguste Lechêne, mécanicien, et Marie Joséphine Octavie Grizelle, son épouse, mariés dix ans plus tôt dans la même ville,.
Elle épouse Henry Le Chêne,[Où ?],[Quand ?]. Né en 1891 à Londres, il est le fils d'une Française, Louise Mélanie Ragot, et d'un Anglais d'origine française, Achille Henri Le Chêne, mariés en 1890 à Newton Abbot, dans le Devon. Henry a un frère cadet, Pierre Le Chêne, né en 1900 à Londres.

### Parcours
En 1940, après l'invasion allemande, Marie Thérèse, Henry et Pierre parviennent à quitter la France pour Londres, sur le dernier bateau en partance de Bayonne[réf. nécessaire]. Marie Thérèse Le Chêne refuse de rejoindre les services secrets gaullistes (Bureau central de renseignement et d'action) et est engagée par le SOE pour faire partie de la première session féminine, avec Andrée Borrel, Blanche Charlet et Yvonne Rudellat. Après sa formation par les agents du SOE, un bateau de pêche la débarque près de Cassis le 31 octobre 1942 avec Odette Sansom et Mary Herbert, pour rejoindre son époux, organisateur du réseau PLANE à Lyon.
Elle passe du rôle de courrier (ou agent de liaison) à celui de distributrice de libelles et tracts anti-allemands jusqu'à Marseille. Lors d'un passage à Clermont-Ferrand, elle découvre que les ouvriers de l'usine Michelin sabotent la production pour les Allemands en leur livrant des pneus de qualité inférieure,. 
En janvier 1943, Henri estime que l'écoute de la BBC en France est telle que la diffusion de tracts perd en utilité : il décide de fuir le pays par les Pyrénées. Trop fatiguée, Marie-Thérèse Le Chêne doit se cacher chez des amis et est évacuée par le SOE depuis Angers le 19 août 1943. En Angleterre, elle retrouve son époux, échappé d'un camp espagnol.

## Sources
- (en) Bernard O'Connor, Blackmail Sabotage : Attacks on French industries during World War Two, lulu.com, 2016 (ISBN 978-1-291-78730-6, lire en ligne)
- (en) Peter Jacobs, Setting France Ablaze : The SOE in France During WWII, Pen and Sword, 2015, 240 p. (ISBN 978-1-78346-336-7, lire en ligne)
- Beryl E. Escott (trad. de l'anglais), Les héroïnes du SOE : les femmes des services secrets britanniques dans la Résistance, Versailes, Omblage, 2018, 334 p. (ISBN 979-10-96997-05-3)